# Сургуч

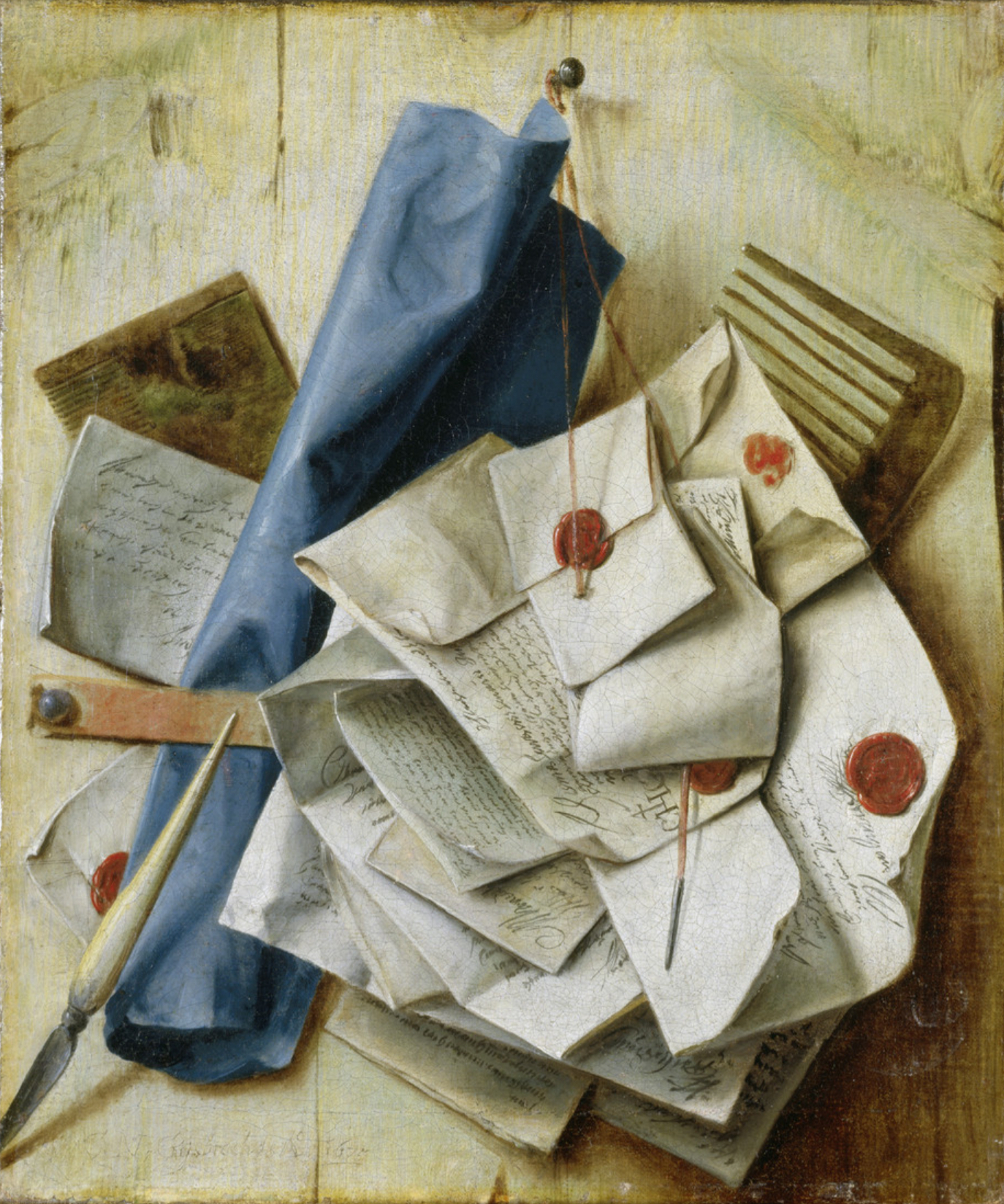
Письма, скреплённые сургучной печатью, на картине Корнелиса Норбертуса Гисбрехтса (1665)

Сургу́ч — окрашенная плавкая смесь, состоящая из различных смол и наполнителей, которую в расплавленном виде применяют для герметизации различных ёмкостей (главным образом бочек и бутылок в винной промышленности) и нанесения рельефных печатей на почтовые отправления (письма, пакеты, бандероли, посылки и др.).

## Этимология
Во многих европейских языках (в том числе английском, немецком, французском, итальянском и других) слово, обозначающее сургуч, дословно переводится как «воск для запечатывания» (ср., например, англ. «sealing wax», нем. «Siegelwachs» для сургуча, изготовленного по старому рецепту, и нем. «Siegellack» для «испанского воска», фр. «cire à cacheter» или итал. «ceralacca»). В русском языке слово «сургуч» имеет иноязычное происхождение и, возможно, восходит к тюркской лексике (например, surgač — «красящее вещество для крепления лезвия ножа к рукояти»). Такова версия Карла Менгеса, которую приводит в своём словаре и Макс Фасмер, в то же время не делая однозначного вывода относительно данного предположения. В том же словаре Фасмер отвергает версию Н. В. Горяева о происхождении данного слова от фр. cire «воск» и фр. cachet «печать» или сходного выражения фр. cire à cacheter.

## История

На заднем плане портрета донатора работы Петруса Кристуса изображена большая цветная гравюра, прикреплённая к стене сургучом (ок. 1455, Национальная галерея искусства, Вашингтон)

При обыкновенной температуре сургуч представляет собой твёрдую различного цвета массу, плавящуюся при сравнительно небольшом нагревании; в жидком или полужидком состоянии приобретает способность склеивать. Сургуч — изобретение индийское и стал известен в Европе в средних веках, куда перешёл, по-видимому, из Испании, как показывает его раннее французское название (фр. cire d’Espagne).

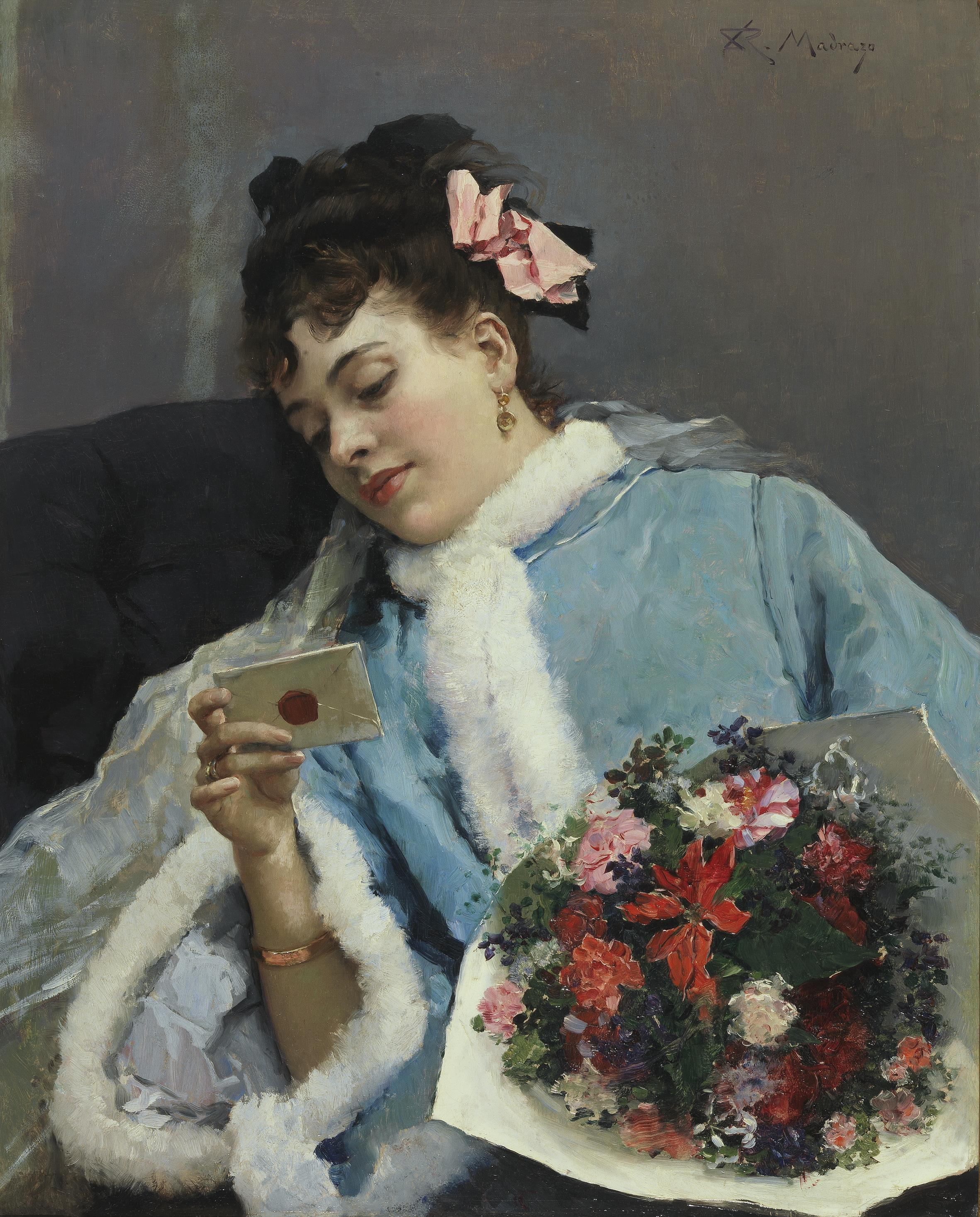
Любовное письмо. Раймундо Мадрасо, XIX век. Музей Прадо, Испания

Изначально сургуч использовался для запечатывания так называемых «закрытых писем», а позднее (приблизительно с XVI века) и конвертов. В России сургучные печати стали употребляться с конца XVII века для скрепления печатью важных документов или для создания впечатления подлинности содержимого конверта. Сургуч также применяли как герметичное уплотнение сосудов или, например, для уплотнения клапанов кларнета. Теперь сургуч используется в основном в декоративных целях.
Несмотря на различия в рецептах сургуча, все их можно разделить на те, что существовали до, и те, что появились после начала торговли с Ост-Индией. В средние века его обычно делали из пчелиного воска, который расплавляли, смешивая с «венецианским терпентином», зеленовато-жёлтым смолистым экстрактом европейской лиственницы. В самом начале сургуч получался бесцветным, в более поздние времена ему часто придавали красный цвет с помощью киновари. В качестве красящих веществ иногда использовали еловую живицу и аурипигмент.
В XVI веке португальцы привезли новый рецепт сургуча из Ост-Индии. Поэтому сургуч в те времена часто называли «испанским воском». По новому рецепту сургуч стали изготавливать из смеси (в различных пропорциях) шеллака, терпентина, бензойной смолы, стираксового масла, толуанского бальзама, канифоли, мела или гипса, а также красящего вещества (часто той же киновари или свинцового сурика), но необязательно с добавлением воска.
Более грубый сургуч использовался для запечатывания винных бутылок и варенья, более мелкий — для запечатывания документов. Добавление мела или цинковых белил было также необходимо для того, чтобы сургуч не слишком быстро капал.

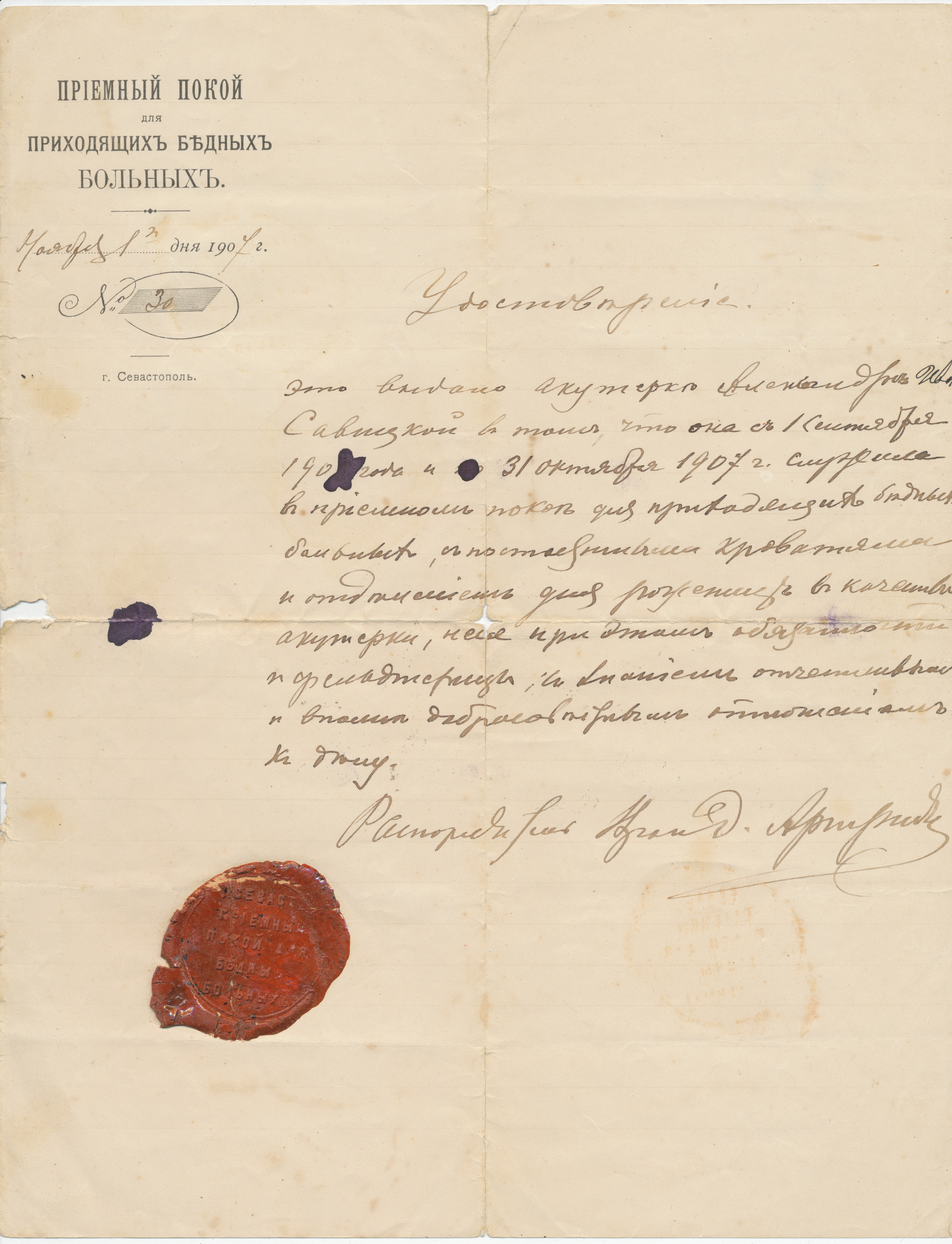
Удостоверение акушерки приёмного покоя для приходящих бедных больных Севастополя, выданное А. И. Савицкой в 1907 году, для подлинности скреплено сургучной печатью

Первоначально сургуч делали красным (за счёт вышеупомянутых киновари и свинцового сурика либо красной окиси железа), но позднее он мог быть и чёрным (благодаря добавлению ламповой сажи или жжёной слоновой кости), зелёным (за счёт ярь-медянки) или жёлтым (за счёт хромового жёлтого). Иногда, как это, например, практиковалось Британской монархией, различным типам документов присваивались различные цвета печатей.
С 2011 года Почта России решила отказаться от использования сургуча при опечатывании корреспонденции и заменить его на современные средства защиты почтовых отправлений (свинцовые и пластмассовые пломбы, клейкая лента с надписями и логотипами, сейф-пакеты и т. д.). Причинами такого отказа являются:
- неэффективность и даже опасность применения этого материала с введением автоматизированных сортировочных центров,
- риск производственных травм (ожогов) и отравления вредными веществами, выделяемыми при нагреве сургуча.
- дополнительные затраты на электроэнергию для поддержания необходимого температурного режима в сургучницах, устройство вытяжек для отвода запаха разогретого сургуча, а также утилизацию использованных сургучных печатей[3].

## Состав
Сургуч вообще является смесью твёрдых смол, к которым прибавляются терпентин, летучие масла, бальзамы и разные красящие вещества. Хороший сургуч должен быть гладким, блестящим и не хрупким, должен выносить, не теряя твёрдости, самую высокую летнюю температуру, при зажигании не должен давать много дыма и неприятного запаха и делаться слишком жидким (не должен капать). В изломе хороший сургуч должен быть гладким и не слишком матовым. Печать, воспроизведённая сургучом, не должна изменять первоначального цвета и не должна терять глянца.
Материалами для сургучного производства служат главным образом шеллак и терпентин, к которым прибавляются: мастика, сандарак, росный ладан (для лучших сортов), канифоль и каменноугольная смола (для простых), толуанский и перуанский бальзамы, а также эфирные масла (гвоздичное, лавандовое и др.) — для заглушения неприятного запаха горящей смолы, различные минеральные вещества индифферентного характера (мел, гипс, тяжёлый шпат, магнезия, цинковые белила и т. д.), которые служат для увеличения выхода сургучной массы и для придания ей тугоплавкости.
Шеллак при изготовлении дорогих сортов сургуча должен быть предварительно обесцвечен удалением входящего в состав его красно-коричневого красящего вещества, которое оказывало бы вредное влияние на светлые и нежные цвета. Шеллак обесцвечивается тремя способами:
1. пропусканием спиртового раствора через костяной уголь;
2. действием хлорной извести на спиртовой раствор шеллака (½ — 1 час на свету);
3. действием хлорной извести на раствор шеллака в соде (24—48 часов).

В обоих последних случаях шеллак выделяется из раствора осаждением соляной кислотой, после чего промывается до исчезновения кислой реакции и сушится. Беленый шеллак представляет шелковистые, блестящие чешуйки желтоватого цвета.
Терпентин лучше всего употреблять венецианский; он часто заменяется канифолью со скипидаром, причём эти вещества не должны содержать частиц дерева.
Для цветных сургучей употребляются следующие краски:
1. красные — киноварь, свинцовый сурик, осаждённая и прокалённая окись железа и др.;
2. жёлтые — хромовая жёлтая, кассельская жёлтая, охра и др.;
3. зелёные — зелёный ультрамарин, хромовая зелень и др.;
4. синие — берлинская лазурь, кобальтовый ультрамарин;
5. коричневые — различные умбры;
6. чёрная — сажа;
7. белые — мел, гипс, углекислая магнезия, цинковые, баритовые и висмутовые белила и др.

## Приготовление

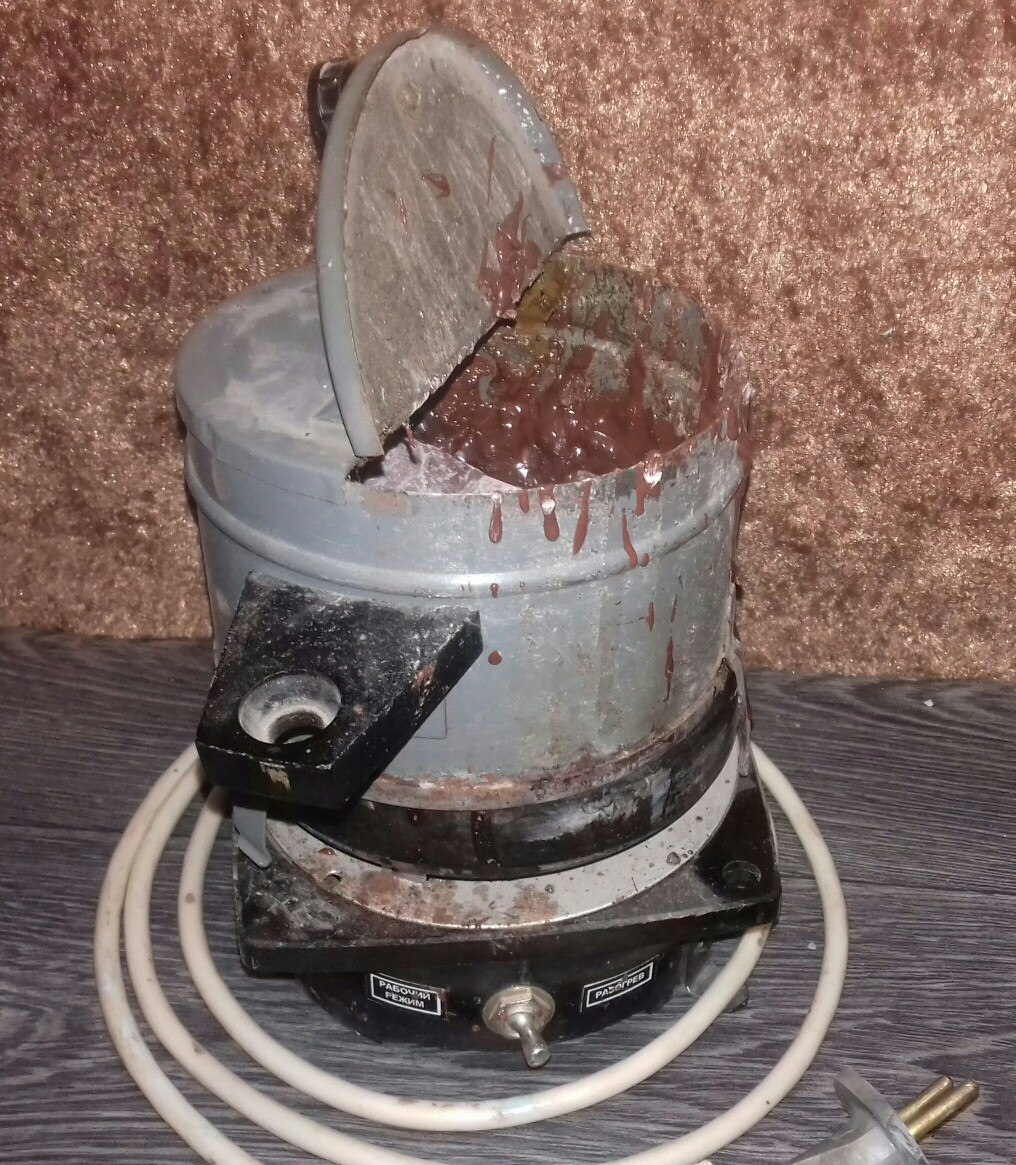
Советская электрическая сургучница

При расплавлении сургучной массы заботятся прежде всего о том, чтобы масса эта не перегревалась и плавилась при возможно низкой температуре, для чего устраиваются специальные печи, в которых плавильные железные эмалированные котелки нагреваются на песчаных банях горячим воздухом. Прежде всего плавят шеллак, прибавляют затем последовательно терпентин, индифферентные минеральные вещества и краски, всё время тщательно перемешивая деревянной лопаточкой. Пахучие и летучие вещества прибавляют под конец перед формованием сургучных палочек. Когда масса сделается однообразной, берут пробу и исследуют её на цвет, излом и т. д. Если масса готова, то она разливается в формы, состоящие из четырёхугольных латунных плит, по длине которых вырезаны соответствующей формы каналы (сверху на 2 мм шире, чем внизу). Длина каналов в два раза больше длины нормальных сургучных палочек; для круглых и овальных палочек делаются разборные формы. Обыкновенно не советуют охлаждать формы холодной водой для скорейшего остывания вылитого сургуча, потому что последний делается от этого хрупким и ломким.
Если палочку нужно бронзировать, то форма предварительно посыпается бронзовым порошком. Если форма гравирована, то гравированные места следует слегка смазать скипидаром, чтобы палочка вынулась легко, что обыкновенно происходит, если форма сделана чисто. После формования сургучные палочки подвергаются ещё полировке (для придания блеска и глянца) и штемпелеванию. Для этого палочки вносятся на короткое время (достаточное для расплавления их только с поверхности) в специальную печь, после чего штемпелюются и разрезаются пополам. Если требуется палочки золотить или серебрить, то нужные места смазываются крепким спиртом с помощью кисточки, после чего накладываются металлические листики, которые крепко пристают.

## Рецепты
Из числа многих рецептов для приготовления сургуча Энциклопедический словарь Брокгауза и Ефрона указывает для примера следующие:
1. Красный сургуч
высший сорт: шеллак — 120 частей, терпентин — 80, киноварь — 90, скипидар — 20, магнезия — 30;
почтовый сургуч: шеллак — 20, канифоль — 80, терпентин — 50, скипидар — 5, мел — 30, гипс — 5, сурик — 60;
сургуч для пакетов: канифоль — 200, сосновая смола — 100, терпентин — 50, мел — 75, скипидар — 3, окрашивается умброй или болюсом.
2. Жёлтый сургуч
шеллак — 76, терпентин — 85, сосновая смола — 45, магнезия — 18, жёлтая хромовая краска — 25.
3. Зёленый сургуч
шеллак — 70, терпентин — 80, сосновая смола — 40, магнезия — 15, берлинская лазурь и жёлтый крон — 25.
4. Синий сургуч
шеллак — 70, терпентин — 60, сосновая смола — 35, магнезия — 10, мел — 20, ультрамарин — 20—25 частей.
5. Коричневый сургуч
шеллак — 70, терпентин — 60, сосновая смола — 40, гипс — 20, мел — 20.
6. Чёрный сургуч
шеллак — 50, терпентин — 90, сосновая смола — 65, мел — 40, сажа — 12.
7. Белый (просвечивающий) сургуч
обесцвеченный шеллак — 30, густой терпентин — 40, мастика — 50, белила баритовые — 30.
8. Восковой сургуч
белый воск — 50, терпентин — 15, киноварь — 10, глицерин — 5.

## Цвет
На сегодняшний день имеется богатый спектр синтетически полученных цветов, но в основном до сих пор используются следующие сургучи:
- коричневый (почтовый) — сургуч для опечатывания бумажно-картонной продукции,
- красный,
- синий,
- жёлтый,
- зелёный.

## Использование
Обычно сургуч можно приобрести в форме куска (иногда — свечи́ с фитилём) или в виде гранул. Кусок сургуча плавится над свечой с одного конца (гранулы нагреваются в ложке над свечой) и затем проливается туда, куда это необходимо, обычно на клапан конверта. Пока сургуч не успел затвердеть, на нём делается оттиск печатки с рисунком (часто печатки были на перстнях), и таким образом запечатывается конверт. Для расплавления кускового сургуча применяется сургучница.

Примеры использования сургуча
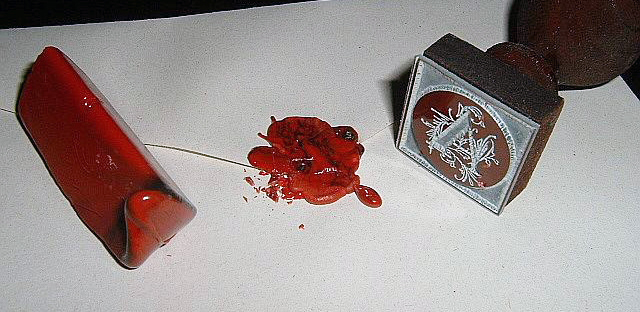
Формованный кусок сургуча, печатка и процесс наложения сургуча на клапан конверта
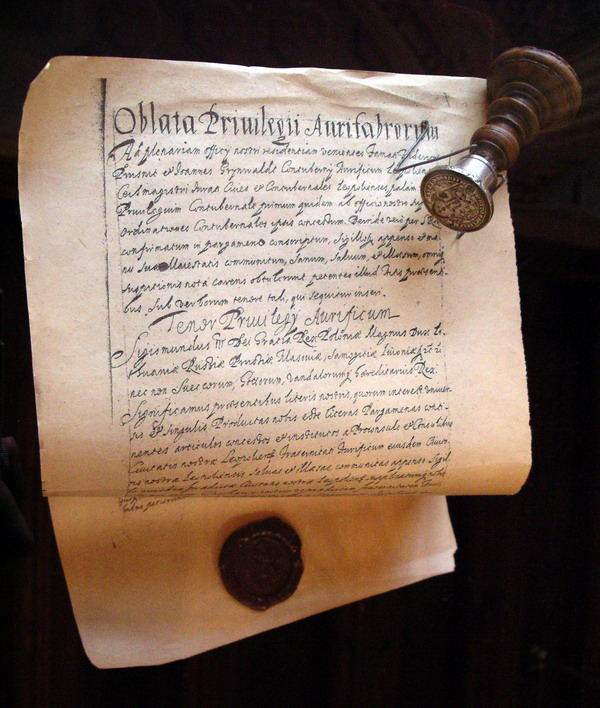
Копия скреплённого сургучом привилея, данного польским королём Сигизмундом ІІІ цеху львовских ювелиров в 1600 году, и оригинальная серебряная печатка цеха (хранится во Львовском историческом музее)

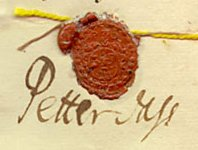
Сургучная печать и подпись норвежского поэта Петтера Дасса (1701)
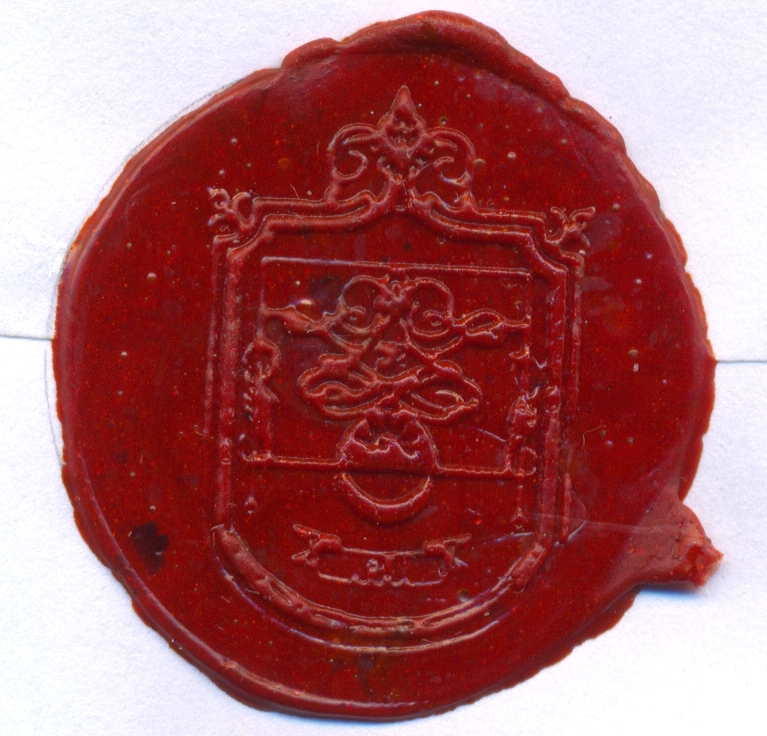
Сургучная печать на конверте (один из мексиканских фамильных гербов)
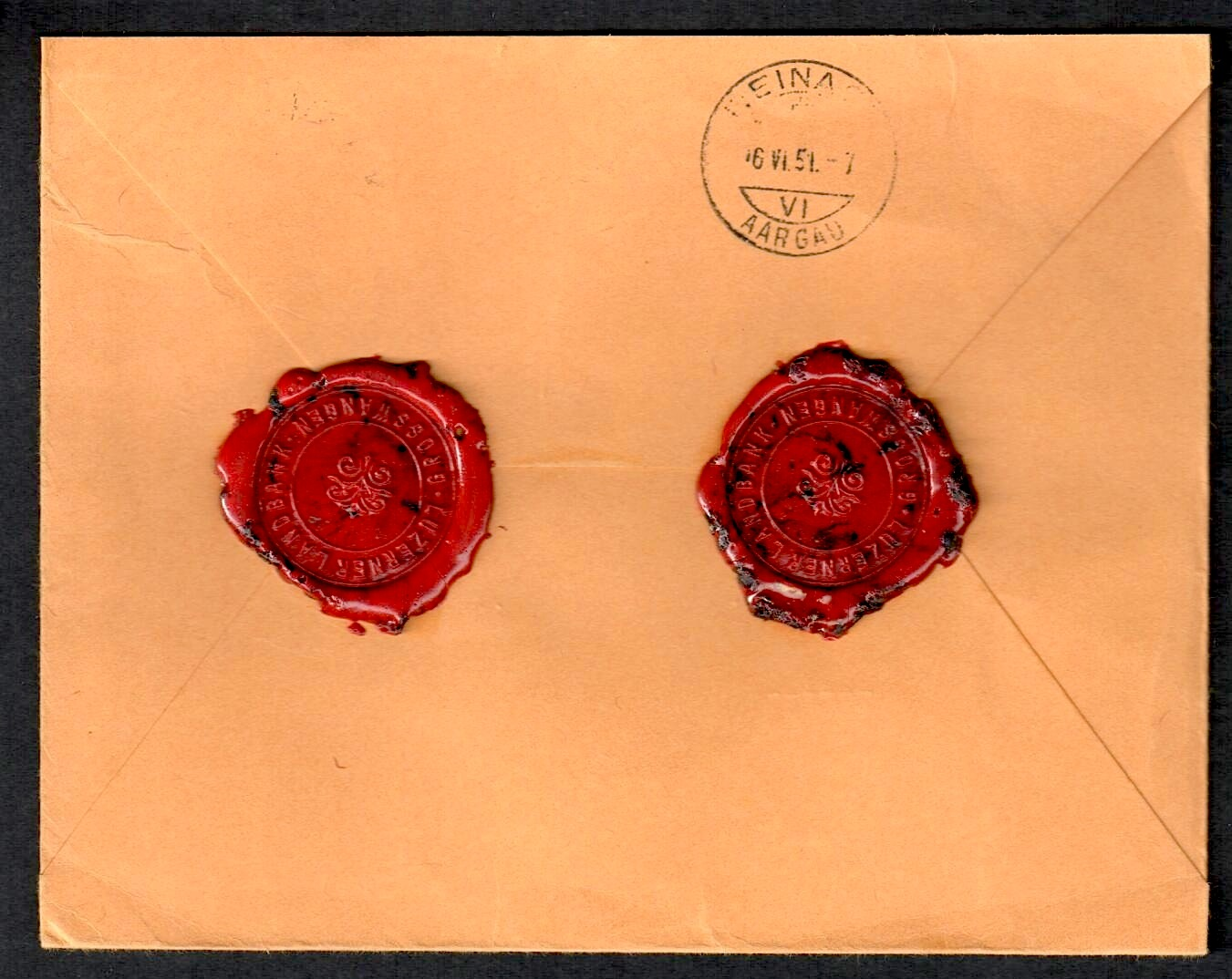
Оборотная сторона конверта, на клапан которого нанесены две сургучные печати банка Luzerner Landbank в Гросвангене (1951)